# Jojo Mayer

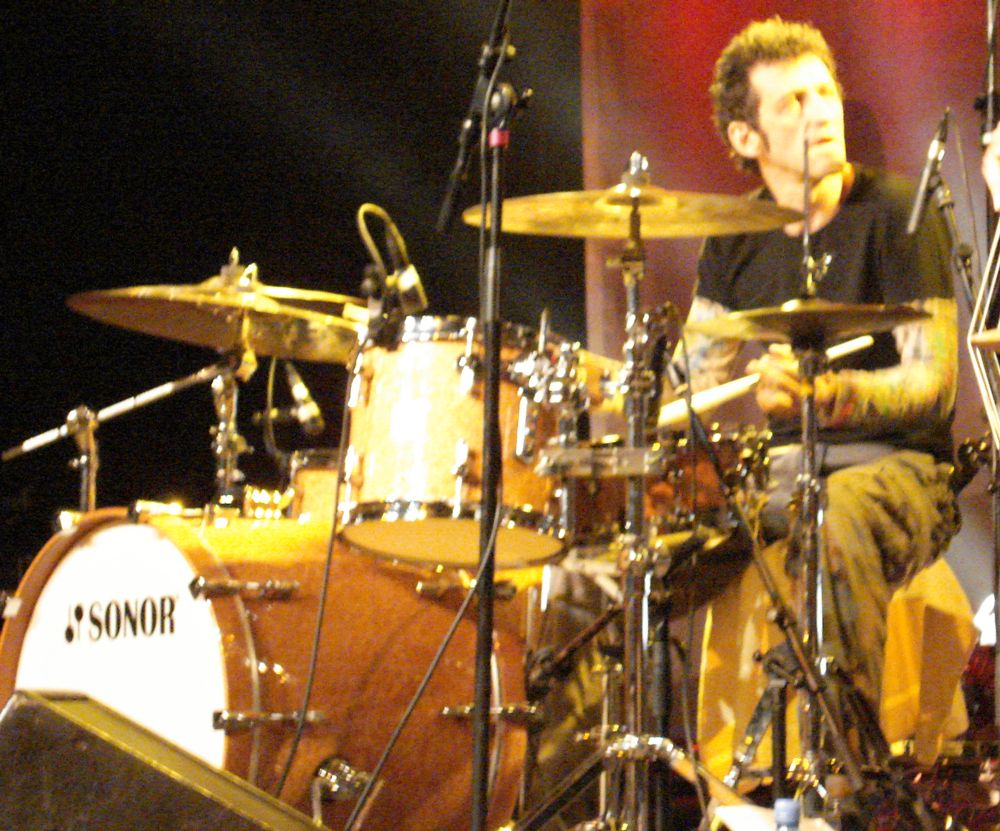
Jojo Mayer

Sergé «JoJo» Mayer (* 18. Januar 1963 in Zürich) ist ein in New York lebender Schweizer Schlagzeuger.

## Leben
Der Sohn des Bassisten Vali Mayer bekam sein erstes Schlagzeug im Alter von zwei Jahren, sein erster öffentlicher Auftritt folgte ein Jahr später in Hongkong. Seine Fähigkeiten erwarb er weitgehend autodidaktisch. Im Alter von 18 Jahren erhielt er ein Engagement in Monty Alexanders Band und tourte über die grossen europäischen Festivals wie das North Sea Jazz Festival, Montreux, Nizza und Antibes. Als Sideman spielte er mit einer Vielzahl bekannter Musiker der unterschiedlichsten musikalischen Genres.
1995 war er Mitglied der Screaming Headless Torsos.
Seit 1998 spielt er in der New Yorker Band Nerve, mit der er die improvisatorische Spontaneität des Jazz auf das Genre Drum and Bass überträgt. Zudem ist er Initiator und Produzent der Musikparty «Prohibited Beatz».
Bis zu seinem Ausscheiden 2013 gehörte er dem österreichisch-schweizerischen Jazztrio Depart an, in dessen Gründungsformation (1985–1994) er bereits als Ersatzmann für Fredy Studer aktiv war, und mit dem er nach dem Comeback im Jahr 2006 zwei neue CDs einspielte.
Zu Ehren von Buddy Rich (25 Years Anniversary Buddy Rich) spielte er 2013 Konzerte mit der Bigband des Lettischen Radios, mit der Steinegg Live Big Band und 2014 mit dem Zurich Jazz Orchestra.

## Diskografie
- Jojo Mayer & Nerve – Prohibited Beats (2007)
- Jojo Mayer & Nerve – Ghosts of Tomorrow (2015)
- Jojo Mayer & Nerve – Nerve (2017)
- Jojo Mayer & Nerve – Lunar Tribute (2019)

## Werke
2007 erschien die von ihm produzierte DVD Secret weapons for the modern drummer, die Techniken des Schlagzeugspielens zeigt, unter anderem den von ihm entwickelten «Mayer Stroke».
Darauf folgte die DVD Secret weapons for the modern drummer – Part 2, auf der er seine spezielle Fusstechnik behandelt.

## Equipment
Jojo Mayer benutzt ein Sonor-Drumset, Sticks von Vic Firth, Sabian-Becken und Felle von Evans. Zusammen mit Sonor entwickelte er eine eigene, 2012 öffentlich vorgestellte Fussmaschine.

## Filmografie
- 2010: Seven Strangers, Musikdokumentation; Regie: Robin Fessel[12]
- 2016: Jojo Mayer: Changing Time, Musikdokumentation; Regie: Alexis Amitirigala[13]
- 2017: Lunar Tribute, Soundscape; Regie: Rob Lewis[14][15]